# Adolph Esmit
Adolph Esmit var guvernør på Sankt Thomas i Dansk Vestindien mellem november 1682 og 7. maj 1684. Han blev født i Hertugdømmet Holsten. Som ung var han draget til søs og befandt sig i 1679 i Kurland, men sluttede sig til sin ældre broder, Nicolai Esmit, da denne blev udnævnt til stillingen som guvernør, idet han først optrådte som fører af et slaveskib.
Nicolai Esmit blev som guvernør hurtig mødt af modstand i befolkningen, og Adolph satte sig i spidsen for det modparti, der i 1683 udråbte ham til ny guvernør. Hans kone skaffede ham i København udnævnelse til guvernør ad interim, men hans ledelse blev en skandale fra først til sidst. I hans korte tid som "guvernør" var den franske sørøver Jean Hamlin eftersøgt over hele Caribien men umulig at opspore. Han og hans skib, "La Trompeuse" (Den bedrageriske) befandt sig nemlig i bugten ved Sankt Thomas, hvor han solgte sit bytte til "guvernøren". I foråret 1683 sejlede et engelsk krigsskib ind foran rheden, hvor "La Trompeuse" lå for anker, og beskød skibet. Hamlin forsøgte at besvare ilden men havde for lille mandskab til at tage kampen op og flygtede fra skibet. Englænderne sprængte det i luften og optog eftersøgningen efter Hamlin. Da Adolph Esmit blev spurgt, svarede han, at Hamlin var flygtet, men det var ikke rigtigt. Han var fortsat på øen og blev der, til faren var drevet over.
For at forebygge, at Englænderne med magt satte sig i besiddelse af "røverreden" Sankt Thomas, måtte man i 1684 udnævne en anden guvernør, Gabriel Milan. Denne kastede Adolph i fængsel i stedet for at sende ham hjem, så at en ny ekspedition måtte udsendes for at hente begge brødre. Adolph unddrog sig retsprocessens følger ved at give Det vestindiske Kompagni udsigt til ved hans hjælp at finde vraget af et spansk sølvskib. Han blev da atter, i 1687, udnævnt til guvernør og stævnede igen til Sankt Thomas. Da indbyggerne imidlertid ikke ville vide af ham, og da hans løfter syntes at være tomme, førtes han 1688 endnu en gang tilbage til København. Her ønskede man kun at blive ham kvit, og da han undveg til Kurland, forsvandt hans navn her i landet.
Hans hustru, Charity, der optrådte på hans vegne, synes at have været en englænderinde og ikke at have haft børn af dette sit andet ægteskab.